# Nikola Tolja
Nikola Tolja (Imotica, 22. listopada 1938. - Dubrovnik, 3. kolovoza 2023.), doktor znanosti i autor mnogih knjiga o svom kraju i županiji. Školu je pohađao u susjednom Topolom. Njegova najznačajnija djela su Moja Imotica, Dubrovački Srbi katolici - istine i zablude, Imotica kakve više nema itd. Bio je član Komunističke partije i obnašao dužnost izvršnog tajnika Općinskog komiteta Saveza Komunista Dubrovnik (OKSKD).